# Rampage Through Time
Rampage Through Time est un jeu vidéo d'action développé par Avalanche Software et édité par Midway Games. Il est sorti en 2000 sur PlayStation.

## Accueil
- GameSpot : 4/10[1]
- Jeuxvideo.com : 5/20[2]